# Brachypleura novaezeelandiae
Brachypleura novaezeelandiae is een  straalvinnige vissensoort uit de familie van cithariden (Citharidae). De wetenschappelijke naam van de soort is voor het eerst geldig gepubliceerd in 1862 door Günther.
De soort staat op de Rode Lijst van de IUCN als niet bedreigd, beoordelingsjaar 2021. De omvang van de populatie is volgens de IUCN dalend.